# Красная Поляна (Вятскополянский район)
Кра́сная Поля́на —  посёлок городского типа в Вятскополянском районе Кировской области России. Образует Краснополянское городское поселение.

## География
Посёлок расположен на левом берегу реки Вятки в 3 км от города Вятские Поляны (по прямой), в 17 км (по автодороге).

## История
Посёлок Красная Поляна успешно развивался в послевоенные годы.
В 1945 году на месте деревни Белогузки началось строительство Домостроительного комбината.
Постановлением Президиума Верховного Совета СССР от 10 августа 1949 года и решением исполкома Кировского областного Совета депутатов трудящихся от 20 августа 1949 года № 951 новому поселению было присвоено название рабочий поселок Красная Поляна.
С 1 января 2006 года согласно Закону Кировской области от 07.12.2004 № 284-ЗО посёлок Красная Поляна образует муниципальное образование Краснополянское городское поселение.

## Население
| Численность населения, чел. | Численность населения, чел. | Численность населения, чел. | Численность населения, чел. | Численность населения, чел. | Численность населения, чел. |
| 1959                        | 1970                        | 1979                        | 1989                        | 2002                        |                             |
| --------------------------- | --------------------------- | --------------------------- | --------------------------- | --------------------------- | --------------------------- |
| 8943                        | 10 728                      | 9721                        | 8532                        | 8073                        |                             |

| 1959  | 2002  | 2009  | 2010  | 2012  | 2013  | 2014  |
| ----- | ----- | ----- | ----- | ----- | ----- | ----- |
| 8943  | ↘8073 | ↘7428 | ↘6779 | ↘6555 | ↘6447 | ↘6407 |
| 2015  | 2016  | 2017  | 2018  | 2019  | 2020  | 2021  |
| ↘6288 | ↘6204 | ↘6168 | ↘6110 | ↘5995 | ↘5884 | ↘5236 |

## Экономика
В поселке есть лесничество, железнодорожные станции Ямное и Заструг, «Магнит», «Магнит Косметик», «Пятёрочка», продуктовый магазин, мебельная фабрика «ИКЕА Индастри Вятка».

## Образование
1. МКОУ Лицей ПГТ.Красная поляна;
2. ДШИ (Художественная школа; Музыкальная школа; Хореография);
3. ДЮСШ.

## Социальные проблемы
В поселке больница закрылась в 2016 году, рентгеновский кабинет отсутствует, нет бани, программа переселения людей из аварийного жилья не выполняется.

## Религия
Православные храмы
- Церковь иконы Божией Матери Нечаянная Радость

Мечети
- Мечеть